# Krzysztof Jabłoński (nadinspektor)

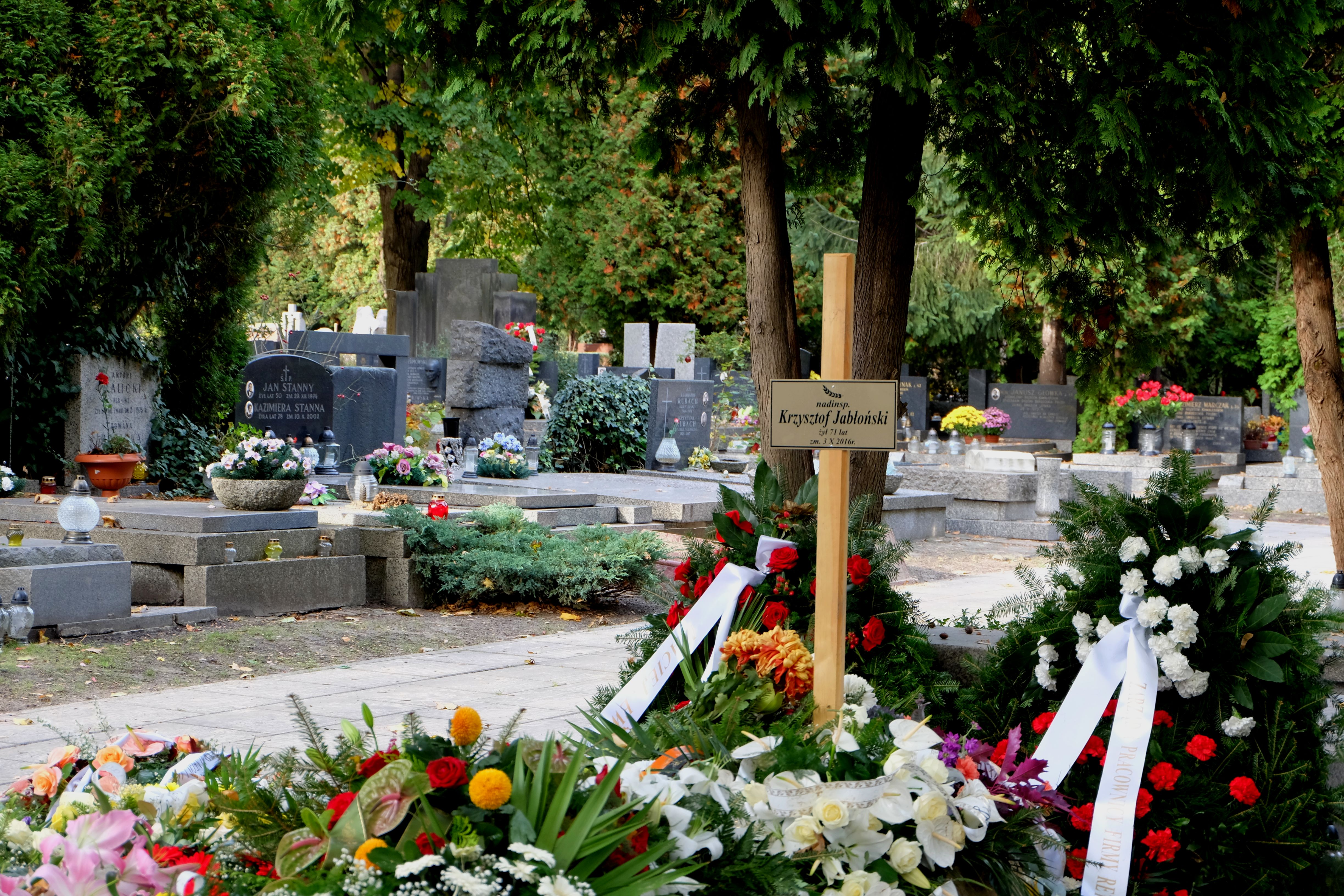
Grób Krzysztofa Jabłońskiego na Cmentarzu Wojskowym na Powązkach w Warszawie

Krzysztof Jan Jabłoński (ur. 5 kwietnia 1945 w Warszawie, zm. 3 października 2016 tamże) – polski funkcjonariusz policji, nadinspektor.

## Życiorys
Syn Jana i Władysławy. W latach 1996–1998 piastował funkcję zastępcy Komendanta Głównego Policji. W 2003 był członkiem społecznego Komitetu Organizacyjnego Stowarzyszenia Generałów Policji. Był również wiceprezesem Zarządu i członkiem honorowym Automobilklubu Polskiego.
Zmarł 3 października 2016 i został pochowany na Cmentarzu Wojskowym na Powązkach w Warszawie (kwatera B35-6-1).